# Pooideae

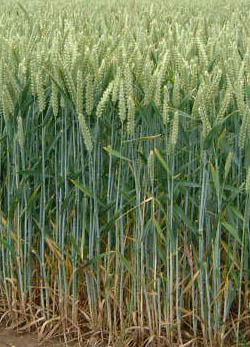
Trigo (Triticum aestivum).

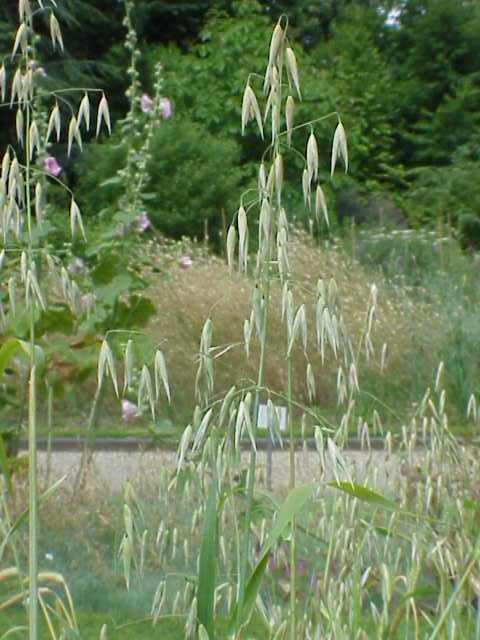
Aveia comum (Avena fatua).

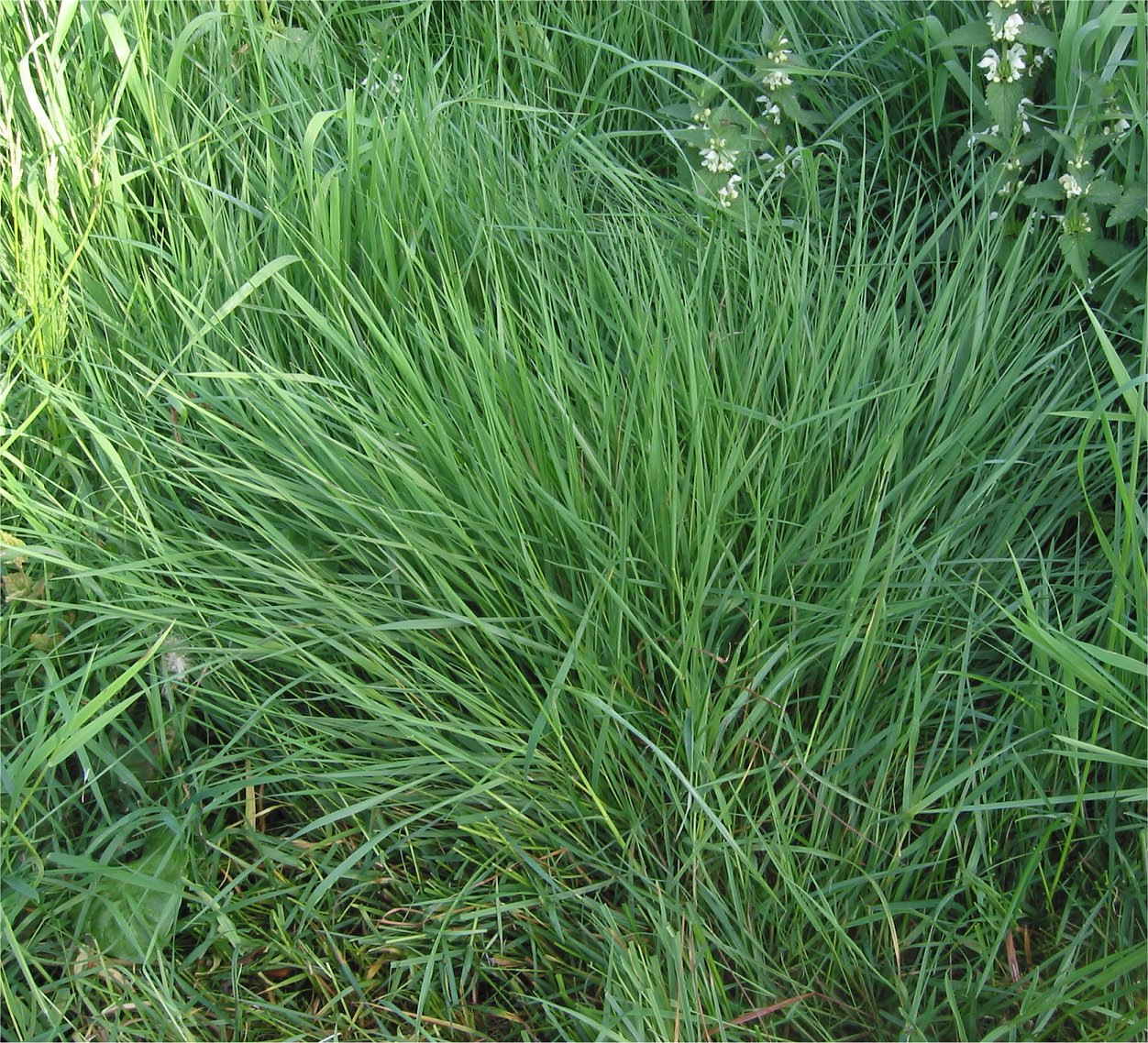
Agrostis tenuis.

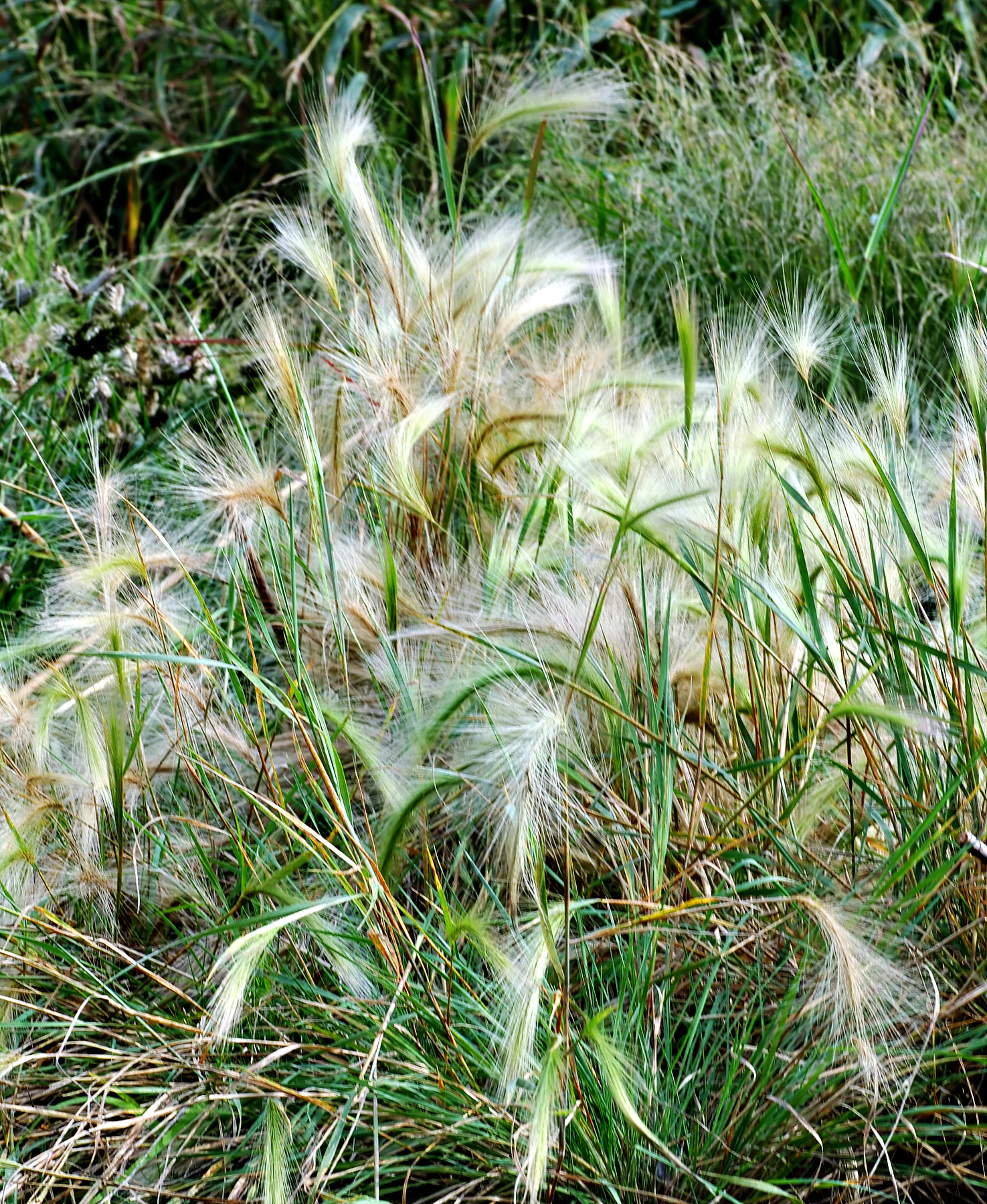
Hordeum jubatum.

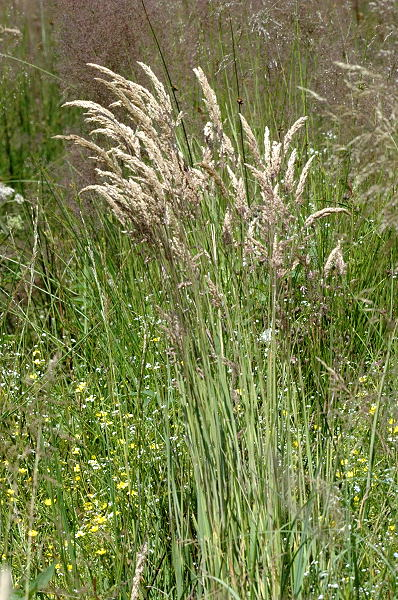
Holcus.mollis.

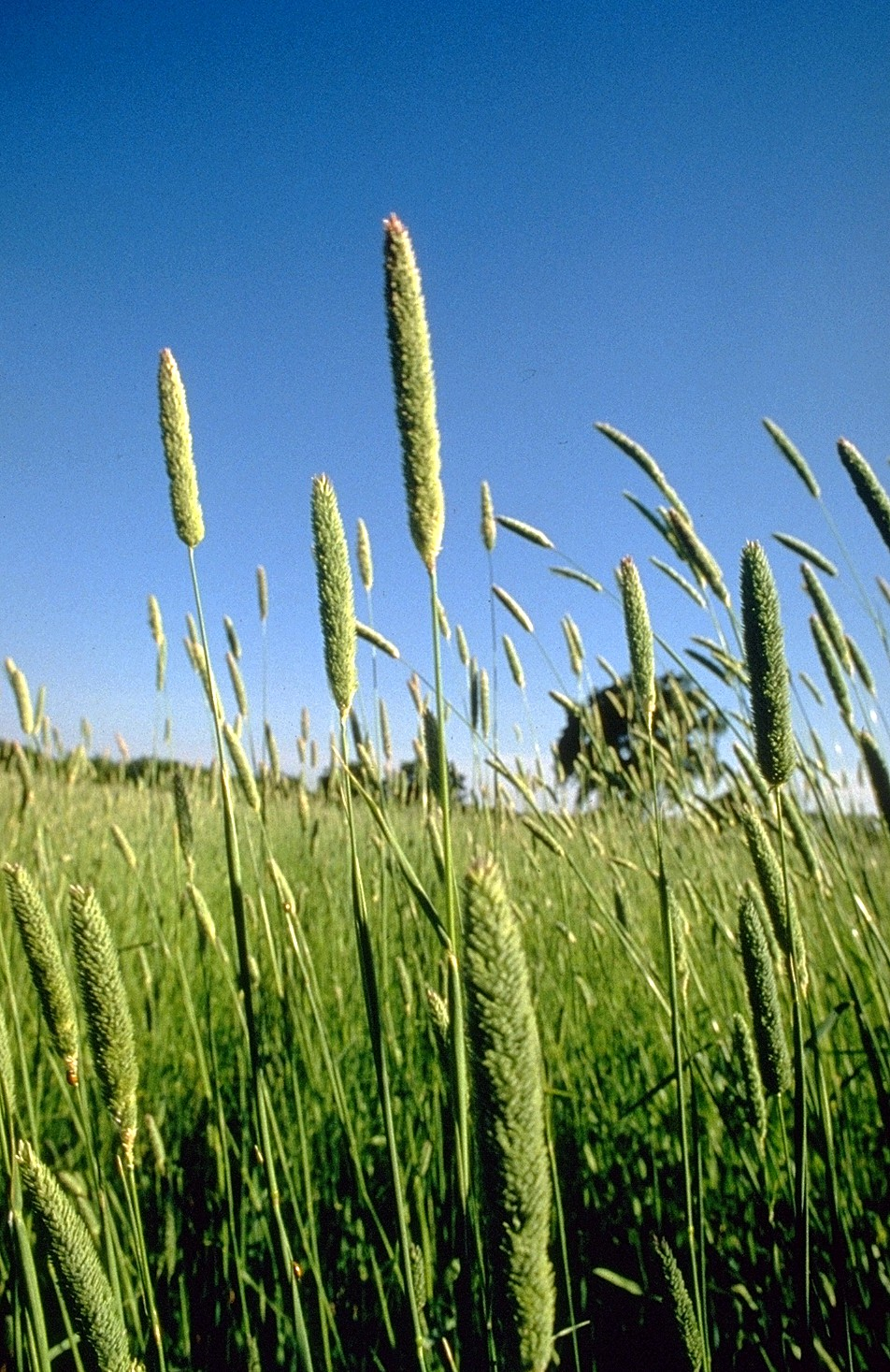
Phalaris aquatica.

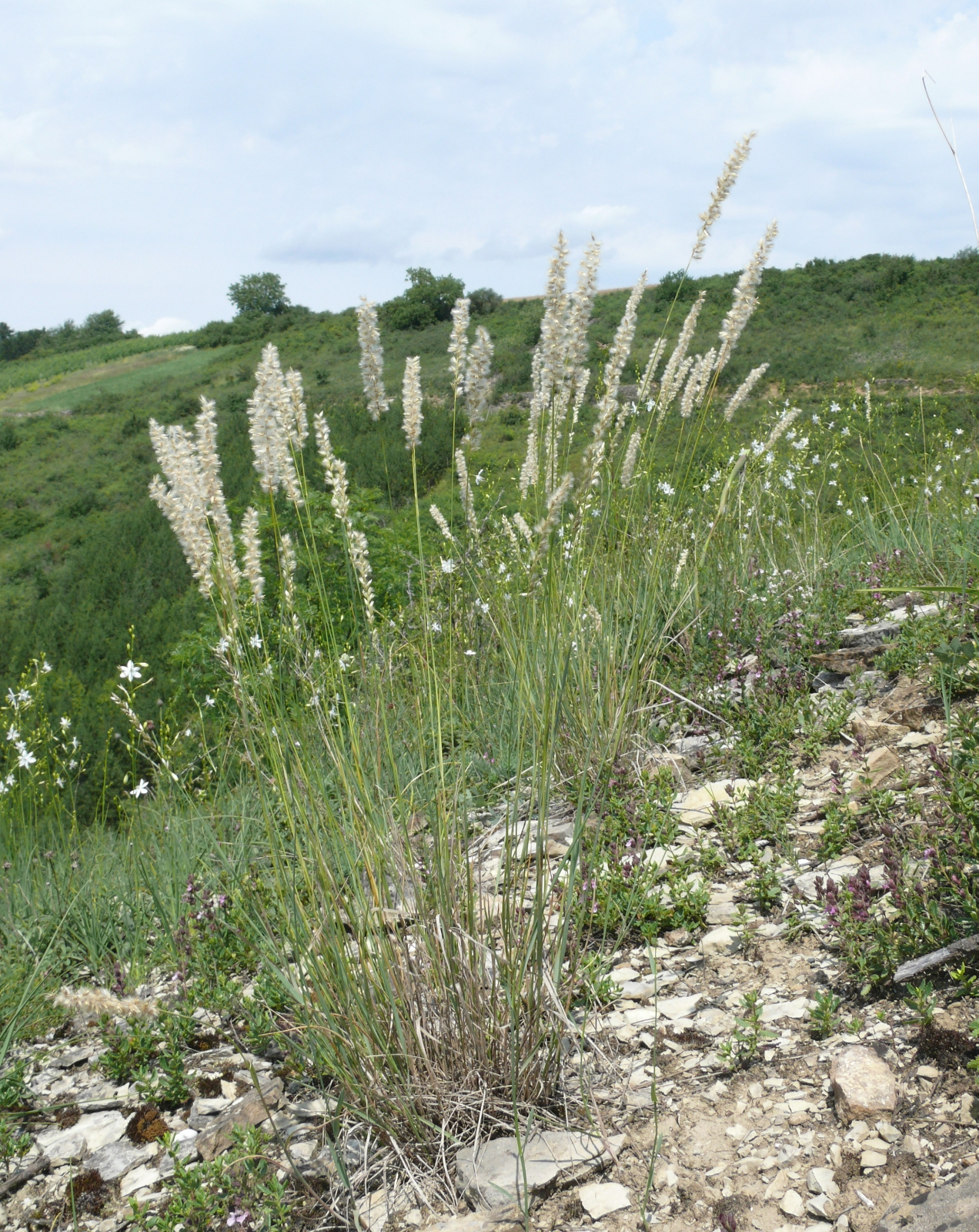
Melica ciliata.

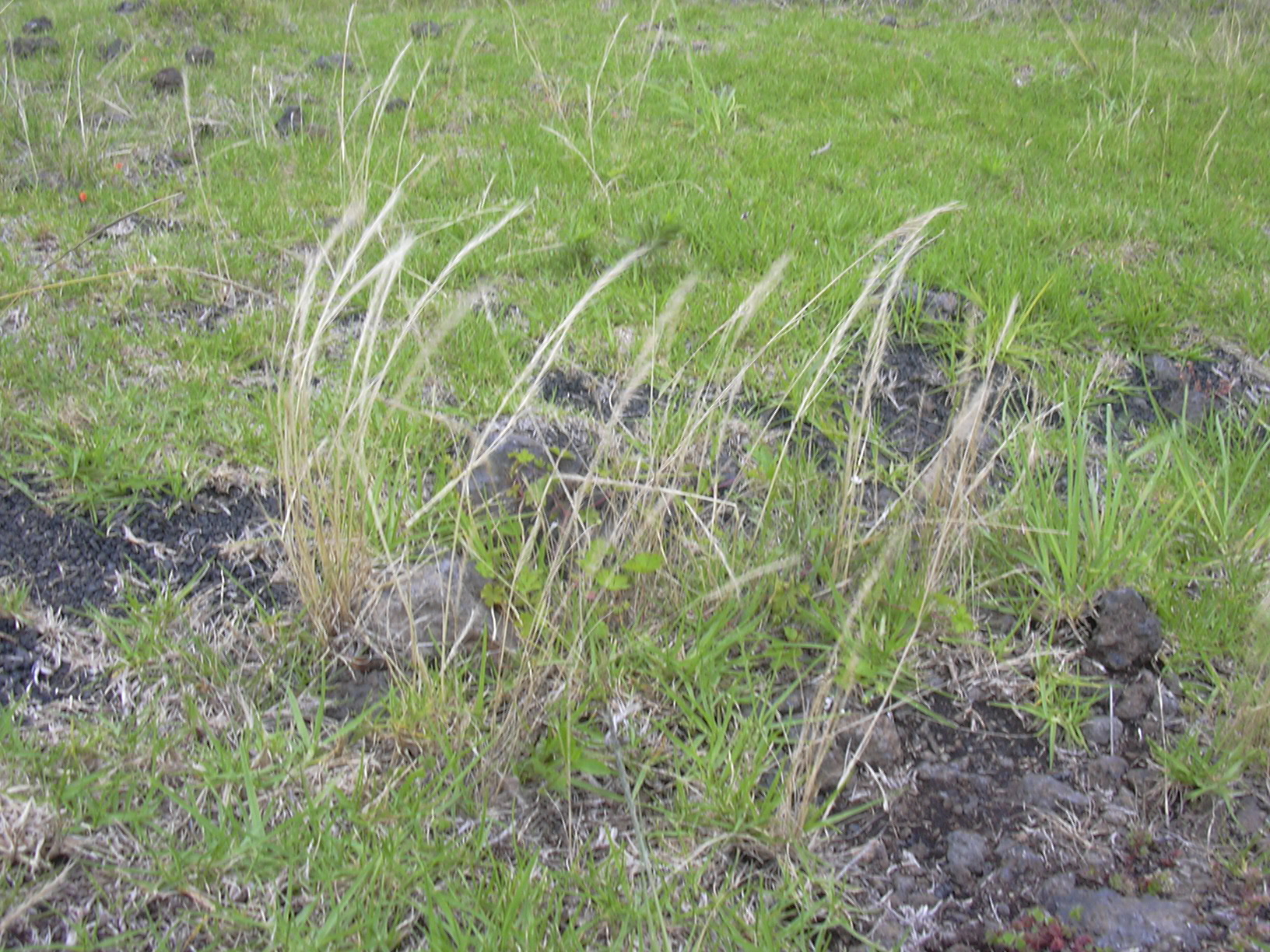
Vulpia bromoides.

Pooideae Benth.é uma subfamília da família Poaceae (Gramineae).

## Sinônimos
- Aegilopaceae Martynov, Agrostidaceae Burnett, Alopecuraceae Martynov, Avenaceae Martynov, Festucaceae Pfeiffer, Hordeaceae Burnett, Melicaceae Martynov, Nardaceae Martynov, Phalaridaceae Burnett, Stipaceae Burnett, Triticaceae Hochst eai

## Classificação das Pooideae

### *Referência:DELTA: L.Watson e  M.J.Dallwitz
| Grupos               | Tribos        | Gêneros |
| -------------------- | ------------- | --- |
| Grupo 1 : Triticodae | Brachypodieae | Brachypodium |
| Grupo 1 : Triticodae | Bromeae       | Boissiera, Bromus |
| Grupo 1 : Triticodae | Triticeae     | Aegilops, Agropyron, Amblyopyrum, Australopyrum, Cockaynea, Crithopsis, Dasypyrum, Elymus, Elytrigia, Eremopyrum, Festucopsis, Henrardia, Heteranthelium, Hordelymus, Hordeum, Hysterix, Kengyilia, Leymus, Lophopyrum, Malacurus, Pascopyrum, Peridictyon, Psathyrostachys, Pseudoroegneria, Secale, Sitanion, Taeniatherum, Thinopyrum, Triticum |
| Grupo 2 : Poodae     | Aveneae       | Agrostis, Aira, Airopsis, Alopecurus, Ammochloa, Ammmophila, Amphibromus, Ancistragrostis, Aniselytron, Anthoxanthum, Antinoria, Apera, Arrhenatherum, Avellinia, Avena, Beckmannia, Calamagrostis, Chaetopogon, Cinna, Cornucopiae, Corynephorus, Cyathopus, Danthoniastrus (ou Stipeae?), Deschampsia, Deyeuxia, Dichelachne, Dielsiochloa, Duthiea (ou Danthonieae?), Echinopogon, Euthryptochloa, Gastridium, Gaudinia, Gaudiniopsis, Graphephorum, Helictotrichon, Hierochloe, Holcus, Hyalopoa, Hypseochloa, Koeleria, Lagurus, Leptagrostis, Libyella, Limnas, Limnodea, Linkagrostis, Maillea, Metcalfia (ou Danthonieae?), Mibora, Milium, Nephelochloa, Pentapogon, Periballia, Peyritschia, Phalaris, Phleum, Pilgerochloa, Polypogon, Pseudarrhenatherum, Pseudodanthonia (ou Danthonieae?), Pseudophleum, Relchela, Rhizocephalus, Scribneria, Sinochasea, Sphenopholis, Stephanachne, Stilpnophleum, Tovarochloa, Triplachne, Trisetum, Vahlodea, Ventenata, Zingeria |
| Grupo 2 : Poodae     | Meliceae      | Brylkinia, Catabrosa, Glyceria, Lycochloa, Melica, Pleuropogon, Schizachne, Streblochaete, Triniochloa, |
| Grupo 2 : Poodae     | Poeae         | Agropyropsis, Anthochloa, Aphanelytrum, Arctagrostis, Arctophila, Austrofestuca, Bellardiochloa, Briza, Calosteca, Castellia, Catabrosella, Catapodium, Coleanthus, Colpodium, Ctenopsis, Cutandia, Cynosurus, Dactylis, Dasypoa, Desmazeria, Dissanthelium, Dryopoa, Dupontia, Eremopoa, Erianthecium, Festuca, Festucella, Gymnachne, Hainardia, Helleria, Hookerochloa, Lamarckia, Leucopoa, Lindbergella, Littledalea, Loliolum, Lolium, Lombardochloa, Megalachne, Microbriza, Micropyropsis, Micropyrum, Narduroides, Parafestuca, Parapholis, Phippsia, Pholiurus, Poa, Podophorus, Poidium, Pseudobromus, Psilurus, Puccinellia, Rhomboelytrum, Sclerochloa, Scolochloa, Simplicia, Sphenopus, Torreyochloa, Tsvelevia, Vulpia, Vulpiella, Wangenheimia |
| Grupo 2 : Poodae     | Seslerieae    | Echinaria, Oreochloa, Psilathera, Sesleria, Sesleriella |

### *Referência:GRIN Taxonomy for Plants USDA
| Tribos             | Gêneros |
| ------------------ | --- |
| Ampelodesmeae      | Ampelodesmos |
| Aveneae            | Agrostis - Aira - Airopsis - Alopecurus - Ammophila - Amphibromus - Aniselytron - Anisopogon - Anthoxanthum - Antinoria - Apera - Arrhenatherum - Avellinia - Avena - Beckmannia - Calamagrostis - Chaetopogon - Cinna - Cornucopiae - Corynephorus - Cyathopus - Deschampsia - Dichelachne - Dielsiochloa - Dissanthelium - Duthiea - Echinopogon - Euthryptochloa - Gastridium - Gaudinia - Graphephorum - Helictotrichon - Hierochloe - Holcus - Hypseochloa - Koeleria - Lagurus - Limnas - Limnodea - Metcalfia - Mibora - Pentapogon - Periballia - Peyritschia - Phalaris - Phleum - Polypogon - Pseudodanthonia - Relchela - Rhizocephalus - Rostraria - Simplicia - Sphenopholis - Tovarochloa - Triplachne - Trisetaria - Trisetum - Vahlodea - Ventenata - Zingeria |
| Brachyelytreae     | Brachyelytrum |
| Brachypodieae      | Brachypodium |
| Bromeae            | Boissiera - Bromus - Littledalea |
| Brylkinieae        | Brylkinia |
| Diarrheneae        | Diarrhena |
| Hainardieae        | Agropyropsis - Hainardia - Narduroides - Parapholis - Pholiurus - Scribneria |
| Lygeeae            | Lygeum |
| Meliceae           | Anthochloa - Glyceria - Lophochlaena - Lycochloa - Melica - Pleuropogon - Schizachne - Streblochaete - Triniochloa |
| Nardeae            | Nardus |
| Phaenospermatideae | Phaenosperma |
| Poeae              | Ammochloa - Aphanelytrum - Arctagrostis - Arctophila - Austrofestuca - Bellardiochloa - Briza - Castellia - Catabrosa - Catapodium - Coleanthus - Colpodium - Ctenopsis - Cutandia - Cynosurus - Dactylis - Desmazeria - Dryopoa - Dupontia - Echinaria - Eremopoa - Erianthecium - Festuca - Festulolium - Festucella - Hookerochloa - Lamarckia - Libyella - Lindbergella - Loliolum - Lolium - Megalachne - Microbriza - Micropyropsis - Micropyrum - Nephelochloa - Neuropoa - Oreochloa - Parafestuca - Phippsia - Poa - Podophorus - Psilurus - Puccinellia - Rhombolytrum - Sclerochloa - Scolochloa - Sesleria - Sphenopus - Stephanachne - Torreyochloa - Tzvelevia - Vulpia - Vulpiella - Wangenheimia                                                               |
| Stipeae            | Achnatherum - Aciachne - Achnella - Anemanthele - Austrostipa - Celtica - Hesperostipa - Jarava - Macrochloa - Milium - Nassella - Ortachne - Oryzopsis - Piptatherum - Piptochaetium - Psammochloa - Ptilagrostis - Stipa - Trikeraia |
| Triticeae          | Aegilops - Agropyron - Amblyopyrum - Australopyrum - Crithopsis - Dasypyrum - Douglasdeweya - ×Elyhordeum - Elyleymus - Elymus - Elytrigia - Eremopyrum - Festucopsis - Henrardia - Heteranthelium - Hordelymus - Hordeum - Leymus - Pascopyrum - Peridictyon - Psathyrostachys - Pseudoroegneria - Secale - Stenostachys - Taeniatherum - Triticum |

### *Referência:Taxonomy Browser NCBI
| Tribos         | Gêneros |
| -------------- | --- |
| Ampelodesmeae  | Ampelodesmos |
| Aveneae        | Agrostis, Alopecurus, Ammophila, Amphibromus, Anthoxanthum, Arrhenatherum, Avena, Avenella, Avenula, Beckmannia, Calamagrostis, Cinna, Cyathopus, Deyeuxia, Dichelachne, Duthiea, Echinopogon, Gastridium, Graphephorum, Helictotrichon, Hierochloe, Holcus, Koeleria, Lachnagrostis, Lagurus, Phalaris, Phleum, Pseudarrhenatherum, Rostraria, Sinochasea, Triplachne, Trisetum, Ventenata, Zingeria |
| Brachyelytreae | Brachyelytrum |
| Brachypodieae  | Brachypodium |
| Bromeae        | Boissiera, Bromus, Littledalea |
| Diarrheneae    | Diarrhena |
| Lygeeae        | Lygeum |
| Meliceae       | Glyceria, Harpochloa, Melica |
| Nardeae        | Nardus |
| Poeae          | Aira, Apera, Arctagrostis, Arctophila, Austrofestuca, Briza, Castellia, Catabrosa, Catabrosella, Catapodium, Chascolytrum, Colpodium, Ctenopsis, Cutandia, Cynosurus, Dactylis, Deschampsia, Dupontia, Echinaria, Festuca, Festucella, Hookerochloa, Hyalopoa, Lamarckia, Leucopoa, Lolium, Micropyropsis, Micropyrum, Monerma, Narduroides, Oreochloa, Paracolpodium, Parafestuca, Parapholis, Phippsia, Poa, Polypogon, Psilurus, Puccinellia, Sclerochloa, Scolochloa, Sesleria, Simplicia, Sphenopus, Vahlodea, Vulpia, Wangenheimia, X Festulolium |
| Stipeae        | Achnatherum, Aciachne, Anatherostipa, Anisopogon, Austrostipa, Danthoniastrum, Jarava, Metcalfia, Milium, Nassella, Piptatherum, Piptochaetium, Psammochloa, Stipa |
| Triticeae      | Aegilops Aegilops x Secale Agropyron Amblyopyrum Australopyrum Critesion Crithodium Crithopsis Dasypyrum Douglasdeweya Elymus Elymus x Leymus Eremium Eremopyrum Festucopsis Haynaldia Henrardia Heteranthelium Hordelymus Hordeum Hystrix Kengyilia Leymus Lophopyrum Pascopyrum Peridictyon Psammopyrum Psathyrostachys Pseudoroegneria Secale Stenostachys Taeniatherum Thinopyrum Thinopyrum x Triticum Triticum X Aegilotriticum X Triticosecale X Tritordeum                                                                                      |